# Fryne (obraz Artura Grottgera)
Fryne – obraz olejny Artura Grottgera z 1867 roku, należący do zbiorów Muzeum Książąt Czartoryskich w Krakowie.
Powstał w Paryżu, w trakcie pobytu artysty w stolicy Francji, na kilka miesięcy przed jego śmiercią. Malarz podjął w nim niespotykany w dotychczasowej twórczości temat – historię Fryne, ateńskiej hetery, którą uroda ocaliła przed skazaniem na śmierć za bezbożność. Wedle antycznych przekazów, by zyskać uniewinnienie, obrońca odkrył jej piersi przed sędziami i wezwał ich do zachowania życia tak pięknej kapłanki Afrodyty.
Grottger zapewne zainspirował się malarstwem prezentowanym na salonie paryskim, a konkretnie głośnym obrazem Fryne przed Areopagiem (1861) Jeana Léona Gérôme, z którym zaprzyjaźnił się w Paryżu i początkowo był pod wielkim wrażeniem jego twórczości. Być może podjęcie tego tematu miało na celu wpasowanie się w gusta francuskiej publiczności, by zapewnić zbyt obrazu i uniknąć niepowodzenia w sprzedaży, jak to miało miejsce w przypadku kartonu Przed posągiem Napoleona.
Płótno, o wymiarach 97 na 62 cm, przedstawia stojącą na tle krzewu nagą kobietę. Lewą, uniesioną ręką zasłania twarz, podczas gdy prawą zwiesza wzdłuż biodra. Do jej stóp zsuwa się czerwona szata.
Obraz Grottgera łączy z dziełem Gérôme pokazanie hetery całkowicie nagiej, poza tym jednak wyraźnie się od niego różni – brak postaci sędziów czy obrońcy, kobieta ma inaczej ułożone ręce, jej ciało jest przedstawione bardziej realistycznie, stoi nie w sali, lecz w plenerze, na tle krzewu, przybierającego abstrakcyjny charakter. Co więcej – dzieło nie zostało w pełni wykończone, wbrew zasadom akademizmu, brak tu, jak u Gérôme, dopracowania najdrobniejszych szczegółów, przez co sprawia wrażenie wizji szkicowej, ale i bardziej szczerej oraz intymnej. Bywa też określane jako jedynie podmalowane płótno, niedokończona praca.
Z racji wymienionych różnic wysuwano wątpliwości co do traktowania tego płótna jako przedstawienia Fryne. Takie zdanie wyraził Antoni Potocki, uważając, że jest to studium nagiej modelki.
Najpewniej w tym przypadku na Grottgera większy wpływ wywarło realistyczne malarstwo francuskie, zwłaszcza obrazy Gustave’a Courberta, które również przyciągnęło jego uwagę w Paryżu. Praca ta to pierwszy przykład (czy też może jeden z pierwszych przykładów) pełnego kobiecego aktu w polskim malarstwie.
Powstanie tego obrazu przedstawił, jako jeden z wielu epizodów życia Grottgera, Ludwik Świeżawski w swojej powieści, Dobry geniusz, tomie drugim trylogii poświęconej temu artyście.
Fryne była eksponowana na wystawie dzieł Grottgera w Pałacu Sztuki krakowskiego Towarzystwa Przyjaciół Sztuk Pięknych w 1988 roku. W 2007 roku, wraz z siedemnastoma innymi obrazami ze zbiorów Muzeum Książąt Czartoryskich, zostało przekazane jako depozyt do Pałacu Czartoryskich w Puławach. Trzy lata później Fryne znalazła się wśród obiektów prezentowanych na wystawie „Amor Polonus, czyli miłość Polaków” w Oranżerii Muzeum Pałacu w Wilanowie.